# Mike Tyson
Mike Tyson, właśc. Michael Gerald Tyson (ur. 30 czerwca 1966 na Brooklynie w Nowym Jorku) – amerykański bokser. Jest dwukrotnym mistrzem świata wszechwag zawodowców (w latach 1986–1990 i w 1996). Pozostaje najmłodszym mistrzem świata w tej kategorii w historii boksu zawodowego, którym został w wieku 20 lat, 4 miesięcy i 22 dni; zdobył mistrzostwo świata czterech najważniejszych federacji bokserskich: World Boxing Council, World Boxing Organization, International Boxing Federation i World Boxing Association. Panował jako niekwestionowany mistrz świata w wadze ciężkiej. Ze względu na bardzo agresywny sposób walki zyskał przydomki Bestia i Żelazny Mike. Znany później jako The Baddest Man on the Planet. Tyson wygrał swoje 19 pierwszych profesjonalnych walk nokautem, a 12 z nich już w pierwszej rundzie. Jest pierwszym bokserem wagi ciężkiej, który jednocześnie posiadał tytuły WBA, WBC i IBF. W swojej karierze pokonał 11 zawodników o tytuł mistrza świata wagi ciężkiej. Został wprowadzony do Międzynarodowej Galerii Sław Bokserskich i Światowej Galerii Bokserskiej (The International Boxing Hall of Fame oraz The World Boxing Hall of Fame).

## Wczesne życie

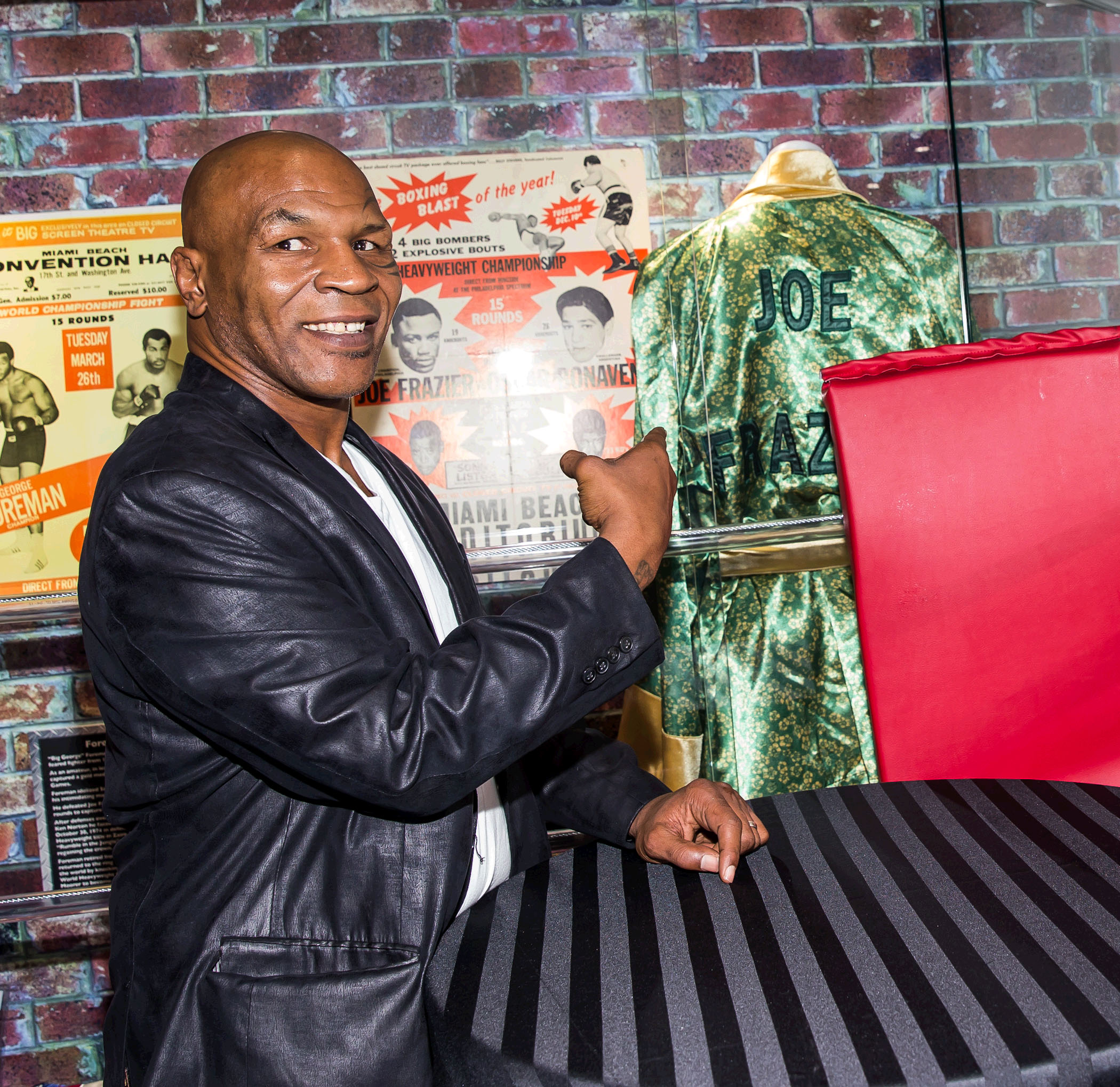
Mike Tyson na wystawie wagi ciężkiej w Boxing Hall of Fame (Luxor Hotel Las Vegas, Nevada)

Urodził się 30 czerwca 1966 na Brooklynie w Nowym Jorku. Jego matką była Lorna z domu Smith (ur. 1927, zm. 1982). Jego certyfikat urodzenia jako ojca wymienia Percella Tysona, który w tym czasie przebywał na Jamajce. Mężczyzną, który został przedstawiony Tysonowi jako biologiczny ojciec, był Jimmy “Curlee” Kirkpatrick (ur. 1924, zm. 28 października 1992). Mike Tyson rzadko widywał Kirkpatricka. Dorastał w niebezpiecznej dzielnicy Brownsville razem z o pięć lat starszym bratem Rodneyem i o dwa lata starszą siostrą Denise Annette “Niecy” (ur. 14 czerwca 1964, zm. 21 lutego 1990).
Mike Tyson deklarował, że w wieku ośmiu lat został zgwałcony przez mężczyznę i że to wydarzenie miało ogromny wpływ na jego styl życia. Miał sobie wówczas postanowić, że będzie twardy wobec świata i już nikt więcej nie będzie mu dokuczał.
W dzieciństwie hobbystycznie opiekował się gołębiami. Twierdził, że pierwszy raz wdał się w bójkę w wieku dziesięciu lat, kiedy inne dziecko zabiło jednego z jego gołębi.
W dzieciństwie Tyson należał do gangów ulicznych. W 1978, w wieku 12 lat, został aresztowany za kradzież torebki i wysłany do zakładu poprawczego Tryon School dla chłopców. W 1979 pracujący w zakładzie instruktor boksu, Bobby Stewart, zauważył umiejętności i potencjał Tysona, w związku z czym oddal go pod opiekę Cusowi D’Amato, byłemu trenerowi Floyda Pattersona, mistrza świata wagi ciężkiej w boksie zawodowym.
W późniejszym okresie Tyson uczył się w liceum Catskill High School, ale został z niego wydalony w 1982 za liczne wykroczenia.

## Kariera bokserska

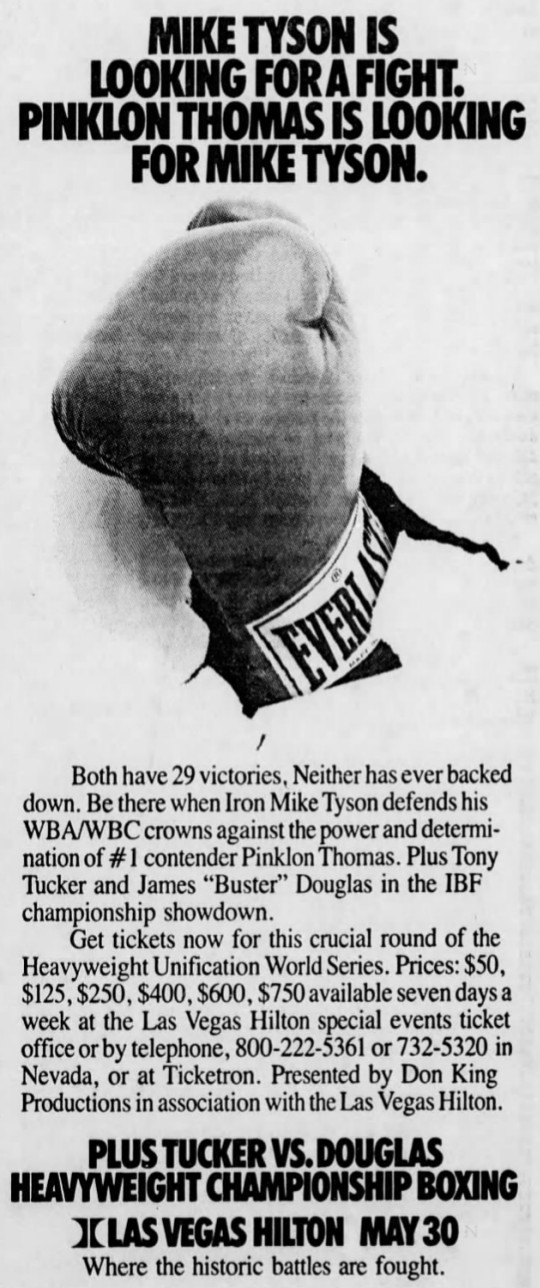
Plakat reklamujący walkę Mike’a Tysona z Pinklonem Thomasem

### Styl walki
Mike Tyson stosował taktykę defensywy zwaną peek-a-boo, której nauczył go Cus D’Amato. Polega ona na trzymaniu pięści blisko na wysokości oczu lub ust i osłanianiu twarzy przedramionami. Ciało boksera kołysze się na boki, unikając ciosu. Jednocześnie bokser wyczekuje odpowiedniego momentu do ataku.
Miał 178 cm wzrostu i ważył mniej niż 100 kg. Miał zatem mniejszą budowę ciała, niż przeciętny bokser wagi ciężkiej. Nadrabiał te braki szybkością i agresją. Ze względu na bardzo agresywny sposób walki zyskał przydomki Bestia i Żelazny Mike. Tyson trenował 7 dni w tygodniu od 5:00 rano do 20:00.

### Kariera amatorska (1982–1985)
W 1981, jako amator, zdobył złoty medal na Igrzyskach Olimpijskich Juniorów. Jednego ze swoich przeciwników, Joe Corteza, pokonał w dziewięć sekund przez nokaut. W 1982 ponownie zdobył złoty medal olimpijski juniorów. Tym razem pokonał jednego ze swoich przeciwników w osiem sekund. W 1984 Cus D’Amato został prawnym opiekunem Tysona, ale zmarł rok później na zapalenie płuc. Również w 1984 Tyson wygrał turniej US national Golden Gloves heavyweight championships. Jako amator wygrał 24 walki i przegrał 3.

### Kariera zawodowa
Jako bokser zawodowy debiutował 6 marca 1985 roku w Nowym Jorku. Jego pierwszym przeciwnikiem był Hector Mercedes, którego pokonał w pierwszej rundzie przez nokaut. Swoje pierwsze 19 zawodowych walk wygrał przez nokaut, w tym 12 w pierwszej rundzie.
22 listopada 1986 pokonał ówczesnego mistrza świata wagi ciężkiej WBC, Trevora Berbicka, przez nokaut w drugiej rundzie. Tym samym został najmłodszym mistrzem świata wszechwag w historii boksu zawodowego. Miał wtedy 20 lat, 4 miesiące i 22 dni. Wkrótce po tym, 7 marca, pokonał mistrza WBA Jamesa Smitha, a 1 sierpnia mistrza IBF Tony’ego Tuckera. Tym samym Mike Tyson został uznany za niekwestionowanego mistrza świata przez trzy najważniejsze federacje bokserskie.
Stracił tytuł niekwestionowanego mistrza świata wagi ciężkiej 11 lutego 1990, przegrywając walkę z lżejszym przeciwnikiem, Jamesem „Busterem” Douglasem, który pokonał go technicznym nokautem w dziesiątej rundzie. Była to pierwsza przegrana w karierze zawodowej Tysona. Następnie wygrał cztery kolejne walki, lecz wtedy jego kariera bokserska została przerwana z powodu osadzenia w zakładzie karnym w 1992 za gwałt na uczestniczce konkursu piękności. Wyszedł na wolność 25 marca 1995 i powrócił do kariery bokserskiej. Analitycy zwracali uwagę na spadek formy boksera po wyjściu z więzienia. Sam Tyson twierdził, że już nie trenował i nie przykładał się.
16 marca 1996 pokonał Franka Bruno w walce o mistrzostwo wagi ciężkiej WBC, a 7 września Bruce’a Seldona w walce o mistrzostwo WBA. Jednym z kolejnych pretendentów do tytułu WBC był Lennox Lewis. Tyson odmówił z nim walki, w związku z czym Lewis pozwał go za naruszenie warunków kontraktu. Sąd przyznał Lewisowi rację, w związku z czym 24 września Tyson zwakował mistrzostwo WBC.
9 listopada 1996 bronił mistrzostwa WBA w walce przeciwko Evanderowi Holyfieldowi, który pokonał go technicznym nokautem w jedenastej rundzie. Była to druga przegrana Tysona w jego karierze. Walka rewanżowa Tysona i Holyfielda miała miejsce 28 czerwca. Tym razem Tyson został zdyskwalifikowany za dwukrotne ugryzienie przeciwnika w ucho. W związku z tym incydentem musiał zapłacić 3 miliony dolarów i na jakiś czas odebrano mu bokserską licencję. Tyson tłumaczył, że ugryzienie ucha było odwetem za to, że Holyfield uderzył go głową powyżej oka. Sędzia Mills Lane uznał jednak, że uderzenie było przypadkowe. Wiele lat później Tyson przyznał, że w czasie drugiej walki z Holyfieldem był pod wpływem narkotyków.
W październiku 2000 walczył z Andrzejem Gołotą. Wygrał w trzeciej rundzie, ale później komisja bokserska uznała walkę za nieodbytą, ponieważ Tyson był pod wpływem marihuany.
Jego walka przeciwko mistrzowi świata Lennoxowi Lewisowi była trudna do zaplanowania. Obaj byli związani kontraktem z innymi stacjami telewizyjnymi i innymi promotorami boksu. W czasie jednej z konferencji prasowych Tyson zaatakował fizycznie Lewisa. Na pewien czas ponownie stracił bokserską licencję. Do ich starcia doszło 8 czerwca 2002 w Pyramid Arena w miejscowości Memfis. Lewis dwukrotnie przewrócił przeciwnika i ostatecznie znokautował go, wygrywając walkę w ósmej rundzie.
Swoje dwie ostatnie walki przegrał: 30 lipca 2004 przeciwko Danny’emu Williamsowi i 11 czerwca 2005 przeciwko Kevinowi McBride’owi. Po tych walkach zdecydował się zakończyć karierę bokserską. U schyłku kariery ważył 106 kg.

### Walki wystawowe i ostatnia walka zawodowa w 2024 roku
W 2006 ogłosił, że wyrusza w światową trasę, w czasie której stoczy serię walk pokazowych. Wpływy z trasy miały mu pomóc w spłaceniu długów. Jego pierwszym przeciwnikiem był Corey Sanders. Walka spotkała się z nieprzychylnym odbiorem publiczności i skłoniła Tysona do rezygnacji z kontynuowania trasy. Dopiero w 2020 stoczył swoją drugą walką pokazową. Została ona zorganizowana przez World Boxing Council. Przeciwnikiem Tysona był Roy Jones Jr., a starcie zakończyło się remisem. W marcu 2021 Tyson ogłosił, że kolejną walkę pokazową stoczy 29 maja 2021. Media spekulowały, że jego przeciwnikiem może być Evander Holyfield, lecz nie zostało to potwierdzone.
W marcu 2024 roku ogłoszono, że Tyson powróci na ring przeciwko Jake'owi Paulowi w walce w wadze ciężkiej 20 lipca 2024 roku na stadionie AT&T w Arlington, w Teksasie. 29 kwietnia 2024 roku ogłoszono, że walka zostanie uznana za zawodowy pojedynek bokserski przez Texas Department of Licensing and Regulations. 26 maja 2024 r. na pokładzie samolotu Tyson doznał nawrotu choroby wrzodowej, na którą cierpiał od dawna, przez co pod koniec tego miesiąca ogłoszono, że walka zostanie przełożona zgodnie z zaleceniem lekarza Tysona. 7 czerwca 2024 roku ogłoszono, że pojedynek odbędzie się na tym samym stadionie w dniu 15 listopada 2024 roku. O wiele młodszy rywal pokonał Tysona jednogłośną decyzją sędziów (80–72, 79–73 i 79–73).

## Wrestling

### WWE

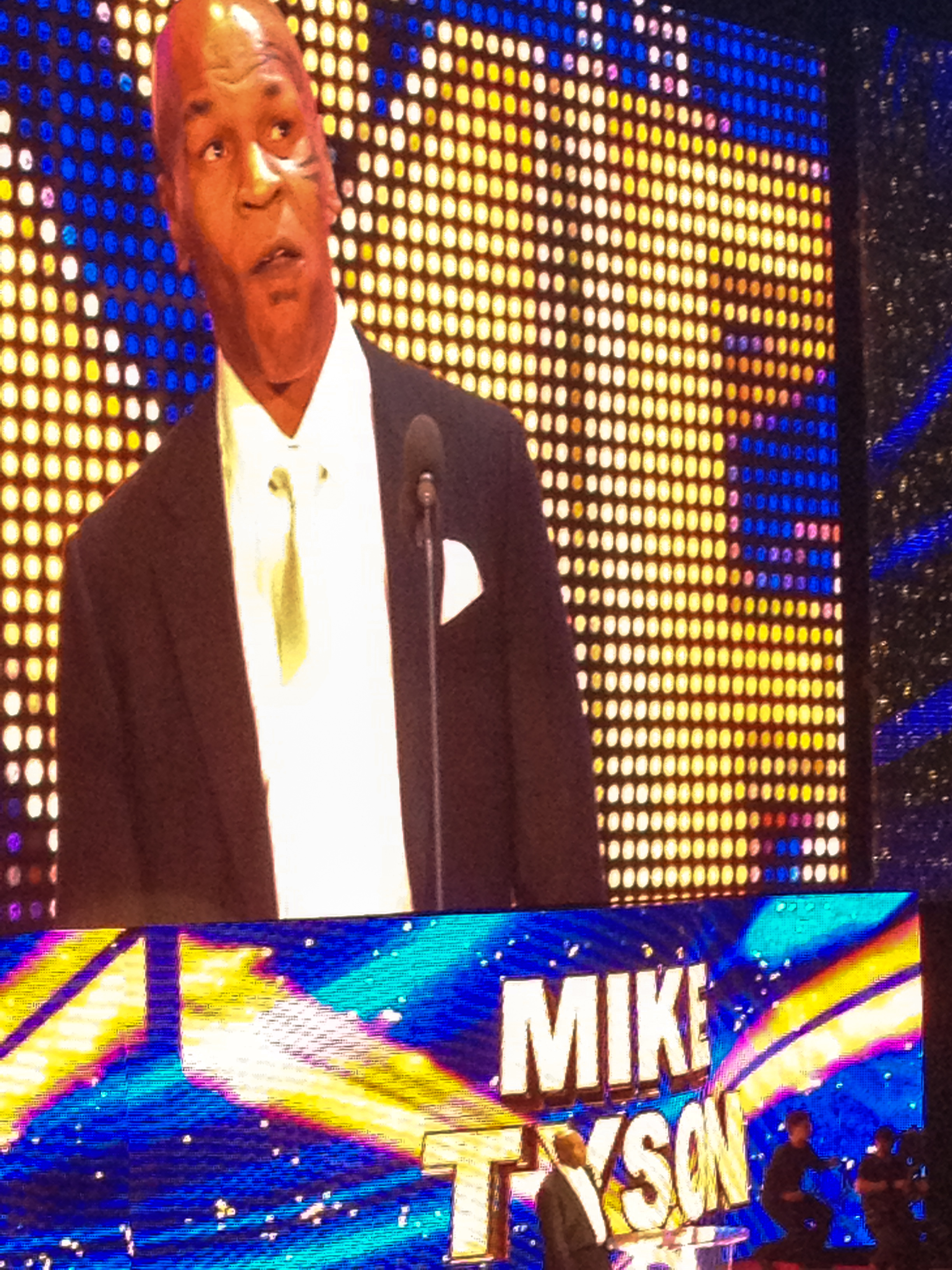
Mike Tyson w czasie dołączania do galerii sławy WWE Hall of Fame

Mike Tyson wielokrotnie angażował się w promowanie wrestlingu i firmy WWF, znanej później jako WWE.
23 lutego 1990 miał być sędzią specjalnym w pojedynku między Hulkiem Hoganem a Randym Savage’em, ale został zastąpiony przez Bustera Douglasa po tym, jak został przez niego pokonany i przegrał niekwestionowane mistrzostwo świata wagi ciężkiej.
19 stycznia 1998, jeden dzień po gali Royal Rumble, prezes WWF Vince McMahon wystąpił w ringu wspólnie z Tysonem, aby ogłosić, że bokser będzie specjalnym sędzią w walce na WrestleManii 14. Segment został przerwany przez wrestlera Stone Colda Steve’a Austina, który zaczął szydzić z Tysona i wdał się z nim w bójkę. Stone Cold i Tyson musieli zostać rozdzieleni przez 50 osób. Wtedy McMahon zaczął krzyczeć w stronę Austina Zrujnowałeś to! i kopać wrestlera po głowie. Tydzień przed WrestleManią Tyson ogłosił, że dołączy do tag teamu D-Generation X i połączy siły z mistrzem WWE Shawnem Michaelsem. Gala Wrestlemania 14 odbyła się 29 marca. Stone Cold Steve Austin zmierzył się z Shawnem Michaelsem, a sędzią specjalnym był Mike Tyson. Austin pokonał przeciwnika i przejął mistrzostwo WWF. Po walce Mike Tyson znokautował protestującego Michaelsa i na konferencji prasowej oświadczył wspólnie z Austinem, że od początku współpracowali ze sobą.
11 stycznia 2010 Shawn Michaels chciał pogodzić się z Tysonem w odcinku WWE Raw. Tyson tymczasem stał się heelem i połączył siły z Chrisem Jericho. Razem zmierzyli się przeciwko Shawnowi Michaelsowi i Triple H-owi. Jednak w trakcie pojedynku Tyson zwrócił się przeciwko swojemu partnerowi, znokautował go i pomógł wygrać przeciwnikom.
W 2012 Triple H i Shawn Michaels wprowadzili go do galerii sławy WWE Hall of Fame. W tym samym roku w grze WWE '13 pojawiła się grywalna postać Mike’a Tysona.

### AEW
23 maja 2020 wziął udział w gali wrestlingu Double or Nothing organizowanej przez All Elite Wrestling. Zaprezentował wówczas nowe mistrzostwo AEW TNT Championship i nadzorował walkę o pas mistrzowski między Codym Rhodesem, a Lance’em Archerem. Przeszkadzał Jake’owi Robertsowi, który próbował interweniować w walkę, aby pomóc Archerowi. Na koniec wręczył mistrzostwo zwycięzcy, Rhodesowi. Pojawił się również w najbliższym kolejnym odcinku AEW Dynamite, w którym wdał się w kłótnię i przepychankę z Chrisem Jericho.

## Filmografia

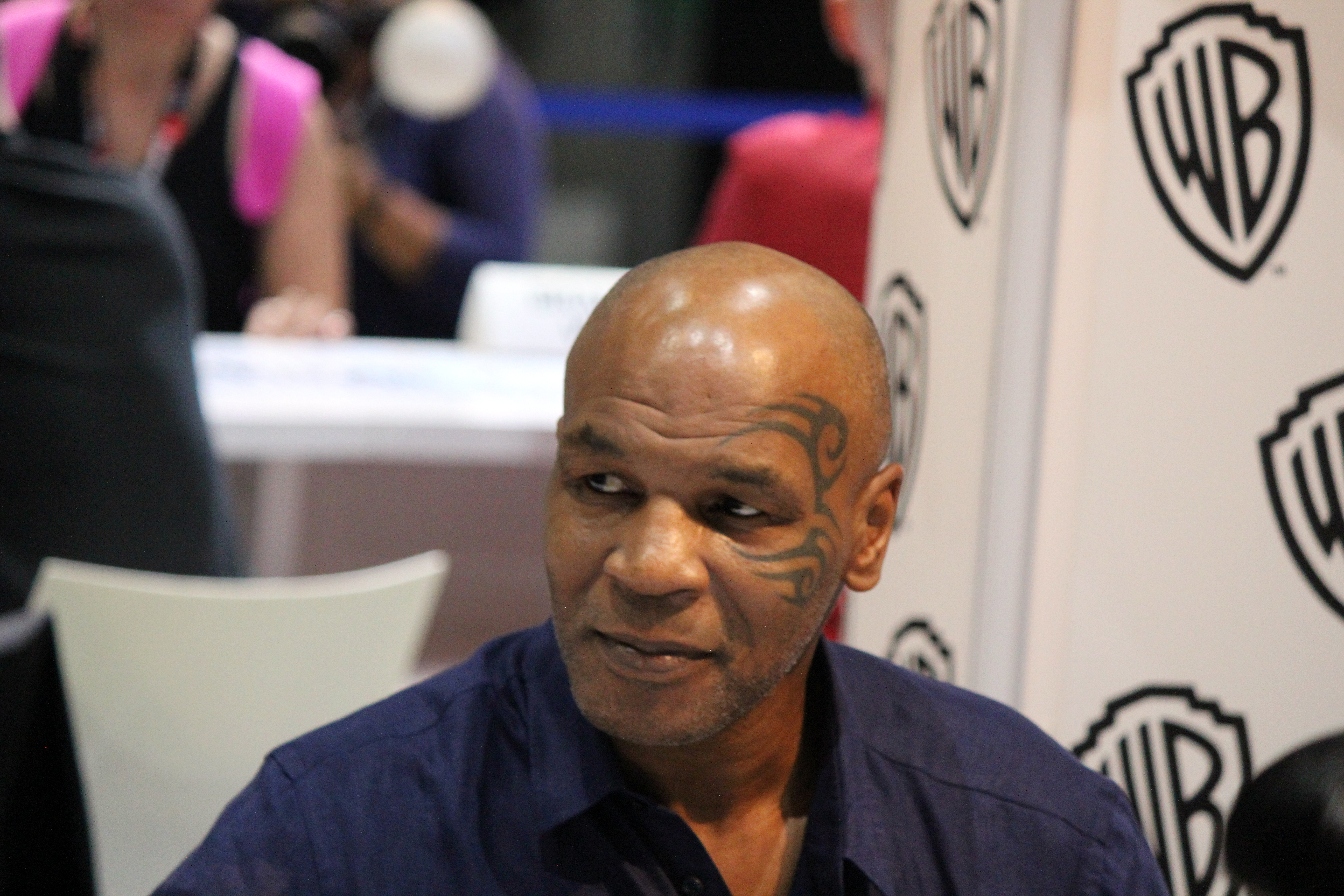
Mike Tyson w czasie promowania swojego serialu animowanego Mike Tyson Mysteries na konwencie Comic-Con International w San Diego w 2017

| Rok                   | Tytuł                              | Rola          | Dodatkowe informacje                                                              |
| --------------------- | ---------------------------------- | ------------- | --------------------------------------------------------------------------------- |
| 2019                  | Reality Queen!                     | On sam        |                                                                                   |
| 2019                  | A Madea Family Funeral             | Roy           |                                                                                   |
| 2018                  | Kickboxer: Odwet                   | Briggs        |                                                                                   |
| 2018                  | Public Disturbance                 | Barry Black   |                                                                                   |
| 2018                  | Gui mi 2                           | Dragon        |                                                                                   |
| 2017                  | Tour de doping                     | On sam        | Film telewizyjny                                                                  |
| 2017                  | Chiński łącznik                    | Kabbah        |                                                                                   |
| 2016                  | Niefortunna przeprowadzka          | James Clown   |                                                                                   |
| 2016                  | Bokser z Brooklynu                 | Mike          |                                                                                   |
| 2015                  | Ekipa (film)                       | On sam        |                                                                                   |
| 2015                  | Ip Man 3                           | Frank         |                                                                                   |
| 2014–2018             | Mike Tyson Mysteries               | On sam        | Serial animowany                                                                  |
| 2014                  | Franklin & Bash                    | On sam        | Odcinek: Love Is the Drug                                                         |
| 2013                  | Straszny film 5                    | On sam        |                                                                                   |
| 2013                  | Jak poznałem waszą matkę           | On sam        | Odcinek: Bad Crazy                                                                |
| 2013                  | Prawo i porządek: sekcja specjalna | Reggie Rhodes | Odcinek: Monster's Legacy                                                         |
| 2011                  | The Cookout 2                      | Griller       |                                                                                   |
| 2011                  | Kac Vegas w Bangkoku               | On sam        |                                                                                   |
| 2011                  | Breaking In                        | On sam        | Odcinek: 21.0 Jump Street                                                         |
| 2010                  | Ekipa (serial)                     | On sam        | Odcinek: Bottoms Up                                                               |
| 2009                  | Kac Vegas                          | On sam        |                                                                                   |
| 2006                  | Rocky Balboa                       | On sam        |                                                                                   |
| 2004                  | Milion za noc                      | On sam        |                                                                                   |
| 1999                  | Czarne i biale                     | On sam        |                                                                                   |
| 1999                  | Kumpel do bicia                    | On sam        |                                                                                   |
| 1988                  | D.C. Follies                       | On sam        | Odcinek: Mike Tyson Gives Words of Wisdom to Reagan and Gorbachev for World Peace |
| 1987                  | Webster                            | On sam        | Odcinek: The K.O. Kid                                                             |
| Źródło: IMDb, Filmweb |                                    |               |                                                                                   |

## Inne media

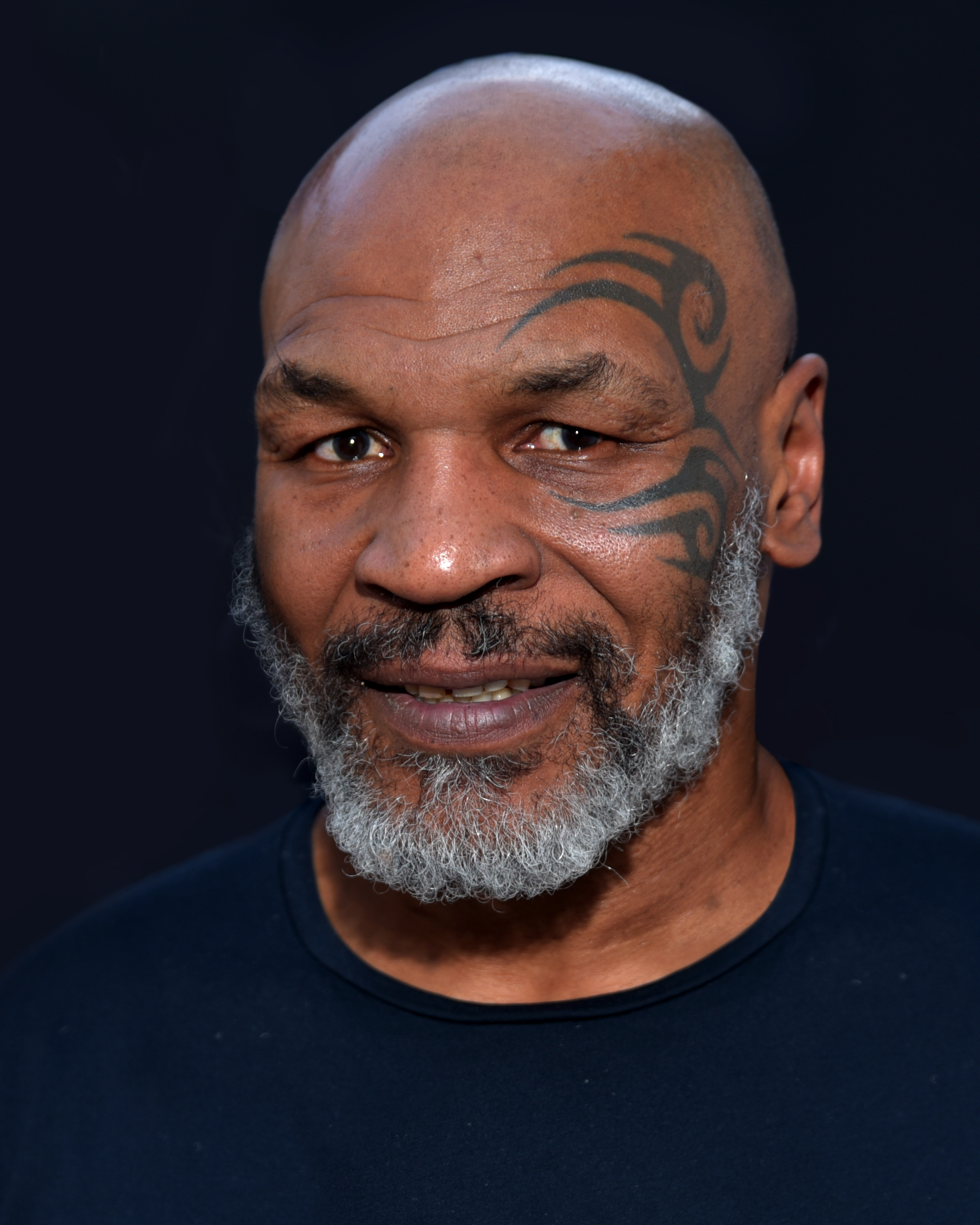
Tyson w 2019 roku.

W październiku 1987 ukazała się promowana jego nazwiskiem gra bokserska na konsolę NES Mike Tyson's Punch-Out!! W grze Mike Tyson był głównym bossem.
Po zakończeniu kariery sportowej wrócił do hobby z dzieciństwa, jakim była hodowla gołębi. W swojej posesji w Phoenix miał ich ponad 300. Jego hodowli został poświęcony film wyprodukowany przez Animal Planet.
W 2008 premierę miał film dokumentalny Tyson Jamesa Tobacka, poświęcony życiu Mike’a Tysona i częściowo przez niego wyprodukowany. Film został pokazany na festiwalu filmowym Cannes.
W 2012 podjął współpracę z reżyserem Spikiem Lee i debiutował na scenie ze swoim występem solowym Mike Tyson: Undisputed Truth, poświęconym historii jego życia osobistego i zawodowego. Wkrótce zaczął wystawiać swój spektakl na Broadwayu w Imperial Theatre. W 2013 jego występ został wyemitowany przez HBO. W Polsce tytuł monodramu został przetłumaczony na Mike Tyson szczery do bólu.
W listopadzie 2013 ukazała się jego autobiografia Undisputed Truth, która również trafiła na listę bestsellerów The New York Times.
W 2020 ukazała się jego biografia Poskromić bestię. Nieznana historia Mike’a Tysona, wydana nakładem Wydawnictwa SQN.

## Problemy z prawem
Tyson był wielokrotnie oskarżany sądownie o przemoc fizyczną i werbalną oraz o napastowanie seksualne.
W 1978, w wieku 12 lat, został aresztowany za kradzież torebki i wysłany do zakładu poprawczego.
12 grudnia 1988 Sandra Miller oskarżyła Tysona o molestowanie i poniżenie w nowojorskim klubie nocnym. Sąd uznał Tysona winnym naruszenia nietykalności cielesnej i skazał na grzywnę 100 dolarów amerykańskich.
15 grudnia 1988 Lori Davis oskarżyła Tysona o molestowanie w tym samym klubie nocnym, w którym miał miejsce incydent z Sandrą Miller. 1 listopada 1990 sąd uznał Tysona winnym naruszenia nietykalności cielesnej i skazał na grzywnę 100 dolarów amerykańskich.
9 kwietnia 1989 oskarżono go o trzykrotne uderzenie pomocnika parkingowego otwartą ręką przed klubem nocnym w Los Angeles, po tym, jak poprosił on Tysona o wyprowadzenie Mercedesa z miejsca zarezerwowanego dla właściciela klubu. Zarzuty zostały potem oddalone z powodu braku współpracy świadków.
18 lipca 1991 Tyson spotkał się z Desiree Washington, uczestniczką konkursu piękności Afroamerykanek Miss Black America. Oboje spędzili poranek w pokoju hotelowym boksera. Cztery dni później Washington pozwała Tysona o gwałt. 10 lutego 1992 bokser został uznany winnym gwałtu i dwóch innych przestępstw seksualnych. 26 marca 1992 został skazany na 10 lat więzienia, w tym 2 lata w zawieszeniu. Nigdy nie przyznał się do winy. Wyrok został wykonany w trybie natychmiastowym w stanie Indiana. Tyson został osadzony w więzieniu Indiana Youth Center przy Plainfield w stanie Indiana. 8 maja 1992 do jego wyroku doliczono 15 dni za zastraszanie strażnika i złe sprawowanie. Mike Tyson wyszedł na wolność wcześniej, 25 marca 1995, za dobre sprawowanie.
24 września 1996 zwakował mistrzostwo wagi ciężkiej WBC z powodu nakazu sądowego. Został skazany za naruszenie warunków kontraktu, odmawiając walki z głównym pretendentem do tytułu, Lennoxem Lewisem.
5 lutego 1999 został dwukrotnie skazany na dwa lata więzienia za napaść na dwóch kierowców po wypadku drogowym w 1998. Sędzia Stephen Johnson zawiesił wszystkie kary więzienia z wyjątkiem jednego roku. Tyson został również ukarany grzywną w wysokości 5000 dolarów amerykańskich i skazany na dwa lata w zawieszeniu po zwolnieniu z więzienia. Osadzono go w Maryland, w zakładzie karnym Montgomery County Detention Center. 20 lutego za niewłaściwe zachowanie został ukarany pobytem w izolatce, gdzie spędził sześć dni.
22 sierpnia 2000 został ukarany grzywną w wysokości 187 500 dolarów amerykańskich za fizyczne opieranie się decyzji sędziego (siłowo odsunął sekundanta, wywracając go, po czym usiłował kontynuować walkę) po wygranej walce przeciwko Lou Savarese’owi..
W 2007 odsiedział 24-godzinny wyrok więzienia za posiadanie narkotyków i jazdę pod ich wpływem. Otrzymał łagodny wyrok w zamian za zgłoszenie się na kurację odwykową.

## Życie prywatne

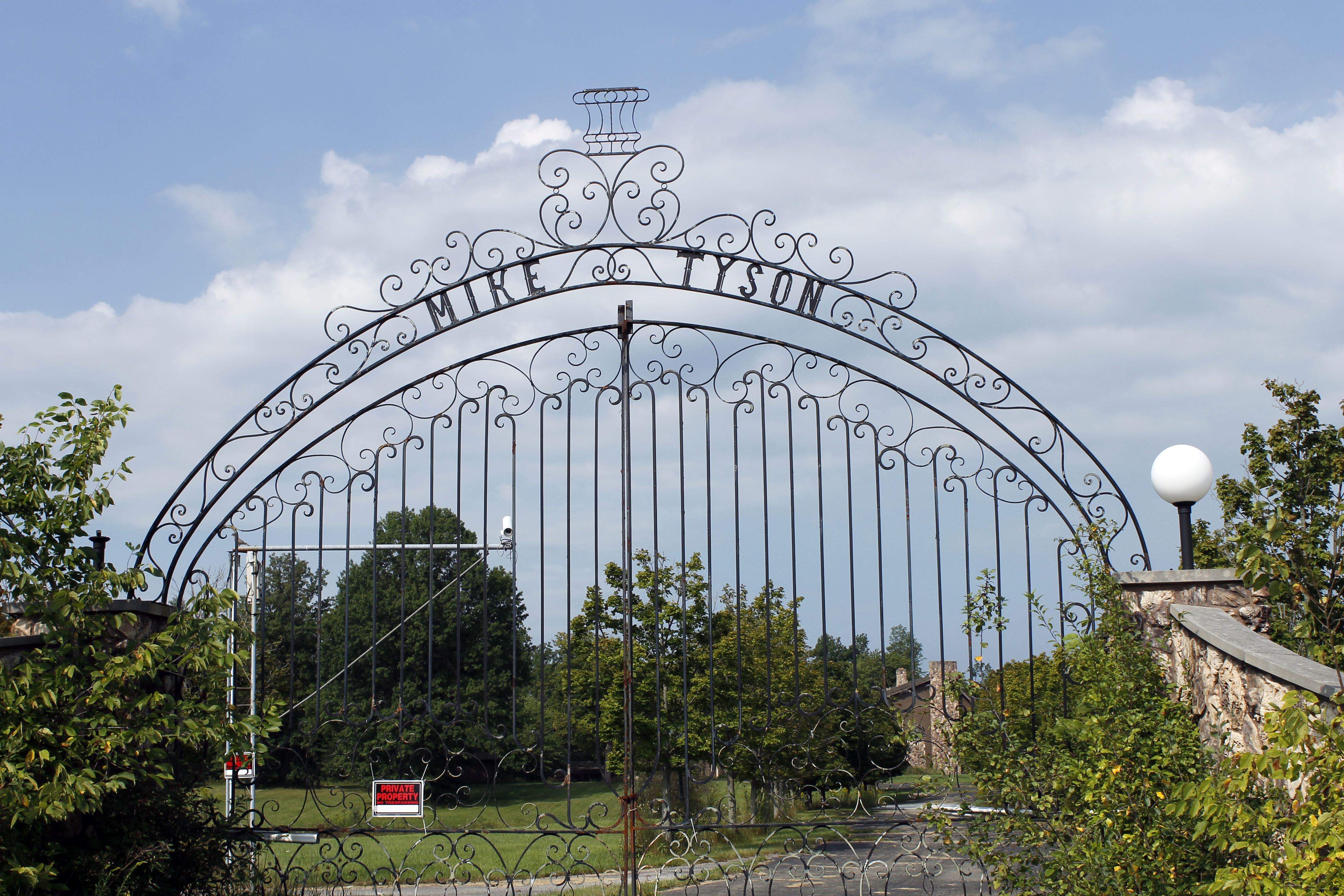
Brama posiadłości Mike’a Tysona w Southington w stanie Ohio

### Partnerki i dzieci
9 lutego 1988 w Nowym Jorku ożenił się z aktorką Robin Givens. W maju kobieta poroniła. 17 czerwca Givens i jej rodzina oskarżyli Tysona o fizyczne znęcanie się nad nią. 7 października kobieta złożyła podanie o rozwód.
2 maja 1990 Natalie Fears urodziła syna i wskazała Mike’a Tysona jako ojca, żądając od niego alimentów. Bokser nazwał niemowlę D’Amato, na cześć swojego trenera i ojca zastępczego Cusa D’Amato. Badania krwi ostatecznie wykazały jednak, że Mike Tyson nie jest jego biologicznym ojcem.
Pierwsze dziecko miał z Kimberly Scarborough. Była to urodzona w 1990 córka, którą bokser nazwał Mikey Lorna Tyson.
19 kwietnia 1997 w Bethesdzie w stanie Indiana zawarł drugi związek małżeński z pediatrą Monicą Turner. Z tego związku urodziła się dwójka dzieci: córka Rayna (ur. 14 lutego 1996) i syn Amir (ur. 5 sierpnia 1997). W 2002 Tysonowi urodził się syn Miguel Leon. Tożsamość matki Miguela Leona Tysona została zatajona przed opinią publiczną. 14 stycznia 2003 Tyson i Turner rozwiedli się.
W 2005 jemu i Sol Xochitl urodziła się córka Exodus Tyson. Zginęła w wieku czterech lat 26 maja 2009 z powodu wypadku, jaki miała w czasie zabawy na bieżni w domu swojej matki. Zaplątała się w zwisający przewód i udusiła się. Została natychmiast odwieziona do szpitala, ale umarła następnego dnia.
6 czerwca 2009 poślubił Lakihę Spicer. To małżeństwo Mike Tyson opisał jako zmieniające jego życie na lepsze. Przypisuje żonie uratowanie go przed życiem w rozpaczy. Oboje poznali się, gdy początkujący bokser miał 18 lat i od tego czasu wielokrotnie okazjonalnie się spotykali. Razem mają córkę Milan (ur. 25 grudnia 2008) i syna Morocco (ur. 25 stycznia 2011).

### Wiara
W czasie odbywania kary więzienia między 1992 a 1995 nawrócił się na Islam i przyjął muzułmańskie imię Malik Abdul Aziz. W październiku 2014 w wywiadzie dla Howarda Sterna potępił islamskich ekstremistów.

### Problemy finansowe
W 2003 Tyson ogłosił bankructwo i przyznał, że ma 34 miliony dolarów długu. Według analityków Tyson w ciągu całej swojej kariery zarobił w przybliżeniu 400 milionów dolarów amerykańskich. Na liście jego wierzycieli było między innymi sześć firm prawniczych, którym był winny 600 tysięcy dolarów amerykańskich. Był też winien 173 706 dolary jubilerowi z Las Vegas za złoty łańcuch pokryty 80 karatami diamentów. Mordechai Yerushalmi nie wziął pieniędzy od razu, bo Tyson był jego stałym klientem. W 2010 nadal utrzymywał, że ma mało pieniędzy. Sam Tyson jako jednego z winnych jego problemów z płynnością finansową wymienił promotora boksu Don Kinga.

### Problemy psychiczne i uzależnienia
4 września 1988 uderzył samochodem marki BMW w drzewo. Gazeta „New York Daily News” podała do informacji, że była to próba samobójcza spowodowana nierównowagą chemiczną w mózgu.
13 października 1998 był badany psychicznie w celu ustalenia czy nadaje się do powrotu do kariery bokserskiej. Badania wykazały, że cierpi na zaburzenia depresyjne i ma niską samoocenę.
Przez znaczną część życia miał problemy z uzależnieniem od alkoholu i narkotyków. W 2007 został skazany za jazdę samochodem pod wpływem marihuany i zgłosił się na kurację odwykową. W marcu 2011 w programie The Ellen DeGeneres Show oświadczył, że udało mu się przezwyciężyć alkoholizm i przeszedł na weganizm. W sierpniu 2013 przyznał jednak, że skłamał i był na skraju śmierci z powodu alkoholizmu. W grudniu 2013 oświadczył, że robi postępy w walce z nałogiem, ale zrezygnował z diety wegańskiej.

## Lista walk w boksie
Legenda:
- DQ – dyskwalifikacja
- KO – nokaut
- MD – decyzja większości sędziów
- NC – uznane za nieodbyte
- PTS – walka zakończona na punkty
- RSC – walka zatrzymana przez sędziego
- RSCO – walka zatrzymana przez sędziego z powodu zdeklasowania przeciwnika
- RTD – techniczna decyzja sędziów
- SD- niejednogłośna decyzja sędziów
- TKO – techniczny nokaut
- UD – jednogłośna decyzja sędziów
- WO – walkower

### Walki zawodowe
| Lp. | Wynik     | Bilans   | Przeciwnik        | Rozstrzygnięcie | Data                      | Miejsce                       | Uwagi |
| --- | --------- | -------- | ----------------- | --------------- | ------------------------- | ----------------------------- | --- |
| 59  | Przegrana | 50-7 (2) | Jake Paul         | UD              | 15 listopada 2024(dts)    | Arlington, Teksas             | Walka zorganizowana przez Netflix.                                                                                                 |
| 58  | Przegrana | 50-6 (2) | Kevin McBride     | RTD             | 11 czerwca 2005           | Waszyngton, Capital One Arena | |
| 57  | Przegrana | 50-5 (2) | Danny Williams    | KO              | 20 lipca 2004(dts)        | Louisville, Kentucky          | |
| 56  | Wygrana   | 50-4 (2) | Clifford Etienne  | KO              | 22 lutego 2003(dts)       | Memphis, Tennessee            | |
| 55  | Przegrana | 49-4 (2) | Lennox Lewis      | KO              | 8 stycznia 2002(dts)      | Memphis, Tennessee            | Nieudana próba zdobycia mistrzostw IBF, WBA i WBC.                                                                                 |
| 54  | Wygrana   | 49-3 (2) | Brian Nielsen     | RTD             | 13 października 2001(dts) | Kopenhaga, Dania              | |
| 53  | NC        | 48-3 (2) | Andrzej Gołota    | NC              | 20 października 2000(dts) | Auburn Hills, Michigan        | Początkowo Tyson wygrał przez RTD, ale później walka została uznana za NC, ponieważ Tyson był w jej trakcie pod wpływem Marihuany. |
| 52  | Wygrana   | 48-3 (1) | Lou Savarese      | TKO             | 24 czerwca 2000(dts)      | Glasgow, Szkocja              | |
| 51  | Wygrana   | 47-3 (1) | Julius Francis    | TKO             | 29 stycznia 2000(dts)     | Manchester, Anglia            | |
| 50  | NC        | 46-3 (1) | Orlin Norris      | NC              | 23 października 1999(dts) | Las Vegas, Nevada             | Norris nie był w stanie kontynuować walki z powodu kontuzji kolana.                                                                |
| 49  | Wygrana   | 46-3     | Francois Botha    | KO              | 16 stycznia 1999(dts)     | Las Vegas, Nevada             | |
| 48  | Przegrana | 45-3     | Evander Holyfield | DQ              | 28 stycznia 1997(dts)     | Las Vegas, Nevada             | Został zdyskwalifikowany za gryzienie ucha Holyfielda.                                                                             |
| 47  | Przegrana | 45-2     | Evander Holyfield | TKO             | 9 listopada 1996(dts)     | Las Vegas, Nevada             | Stracił mistrzostwo WBA, wcześniej zrzekł się mistrzostwa WBC.                                                                     |
| 46  | Wygrana   | 45-1     | Bruce Seldon      | TKO             | 7 września 1996(dts)      | Las Vegas, Nevada             | Zdobył mistrzostwo WBA World Heavyweight Championship.                                                                             |
| 45  | Wygrana   | 44-1     | Frank Bruno       | TKO             | 16 marca 1996(dts)        | Las Vegas, Nevada             | Zdobył mistrzostwo WBC World Heavyweight Championship.                                                                             |
| 44  | Wygrana   | 43-1     | Buster Mathis Jr. | KO              | 16 grudnia 1995(dts)      | Filadelfia, Pensylwania       | |
| 43  | Wygrana   | 42-1     | Peter McNeeley    | DQ              | 19 sierpnia 1995(dts)     | Las Vegas, Nevada             | McNeely został zdyskwalifikowany po tym jak jego menedżer wszedł na ring.                                                          |
| 42  | Wygrana   | 41-1     | Donovan Ruddock   | UD              | 28 czerwca 1991(dts)      | Las Vegas, Nevada             | |
| 41  | Wygrana   | 40-1     | Donovan Ruddock   | TKO             | 18 marca 1991(dts)        | Las Vegas, Nevada             | |
| 40  | Wygrana   | 39-1     | Alex Stewart      | TKO             | 8 grudnia 1990(dts)       | Atlantic City, New Jersey     | |
| 39  | Wygrana   | 38-1     | Henry Tillman     | KO              | 16 czerwca 1990(dts)      | Las Vegas, Nevada             | |
| 38  | Przegrana | 37-1     | James Douglas     | KO              | 11 lutego 1990            | Tokio, Japonia                | Stracił mistrzostwa IBF, WBA i WBC.                                                                                                |
| 37  | Wygrana   | 37-0     | Carl Williams     | TKO             | 21 lipca 1989(dts)        | Atlantic City, New Jersey     | Obronił mistrzostwa IBF, WBA i WBC.                                                                                                |
| 36  | Wygrana   | 36-0     | Frank Bruno       | TKO             | 25 lutego 1989(dts)       | Las Vegas, Nevada             | Obronił mistrzostwa IBF, WBA i WBC.                                                                                                |
| 35  | Wygrana   | 35-0     | Michael Spinks    | KO              | 27 czerwca 1988(dts)      | Atlantic City, New Jersey     | Obronił mistrzostwa IBF, WBA i WBC.                                                                                                |
| 34  | Wygrana   | 34-0     | Tony Tubbs        | TKO             | 21 marca 1988(dts)        | Tokio, Japonia                | Obronił mistrzostwa IBF, WBA i WBC.                                                                                                |
| 33  | Wygrana   | 33-0     | Larry Holmes      | KO              | 22 stycznia 1988(dts)     | Atlantic City, New Jersey     | Obronił mistrzostwa IBF, WBA i WBC.                                                                                                |
| 32  | Wygrana   | 32-0     | Tyrell Biggs      | TKO             | 16 października 1987(dts) | Atlantic City, New Jersey     | Obronił mistrzostwa IBF, WBA i WBC.                                                                                                |
| 31  | Wygrana   | 31-0     | Tony Tucker       | UD              | 1 sierpnia 1987(dts)      | Las Vegas, Nevada             | Zdobył mistrzostwo IBF World Heavyweight Championship i obronił mistrzostwa WBA i WBC.                                             |
| 30  | Wygrana   | 30-0     | Pinklon Thomas    | TKO             | 30 maja 1987(dts)         | Las Vegas, Nevada             | Obronił mistrzostwa WBA i WBC. |
| 29  | Wygrana   | 29-0     | James Smith       | UD              | 7 marca 1987(dts)         | Las Vegas, Nevada             | Zdobył mistrzostwo WBA World Heavyweight Championship i obronił mistrzostwo WBC.                                                   |
| 28  | Wygrana   | 28-0     | Trevor Berbick    | TKO             | 22 listopada 1986(dts)    | Las Vegas, Nevada             | Zdobył mistrzostwo WBC World Heavyweight Championship.                                                                             |
| 27  | Wygrana   | 27-0     | Alfonzo Ratliff   | TKO             | 6 września 1986(dts)      | Las Vegas, Nevada             | |
| 26  | Wygrana   | 26-0     | Jose Ribalta      | TKO             | 17 sierpnia 1986(dts)     | Atlantic City, New Jersey     | |
| 25  | Wygrana   | 25-0     | Marvis Frazier    | KO              | 26 lipca 1986(dts)        | Glens Falls, Nowy Jork        | |
| 24  | Wygrana   | 24-0     | Lorenzo Boyd      | KO              | 11 lipca 1986(dts)        | Swan Lake, Nowy Jork          | |
| 23  | Wygrana   | 23-0     | William Hosea     | KO              | 28 stycznia 1986(dts)     | Troy, Nowy Jork               | |
| 22  | Wygrana   | 22-0     | Reggie Gross      | TKO             | 13 stycznia 1986(dts)     | Nowy Jork, Nowy Jork          | |
| 21  | Wygrana   | 21-0     | Mitch Green       | UD              | 20 maja 1986(dts)         | Nowy Jork, Nowy Jork          | |
| 20  | Wygrana   | 20-0     | James Tillis      | UD              | 3 maja 1986(dts)          | Glens Falls, Nowy Jork        | |
| 19  | Wygrana   | 19-0     | Steve Zouski      | KO              | 10 marca 1986(dts)        | Uniondale, Nowy Jork          | |
| 18  | Wygrana   | 18-0     | Jesse Ferguson    | TKO             | 16 lutego 1986(dts)       | Troy, Nowy Jork               | |
| 17  | Wygrana   | 17-0     | Mike Jameson      | TKO             | 24 stycznia 1986(dts)     | Atlantic City, New Jersey     | |
| 16  | Wygrana   | 16-0     | David Jaco        | TKO             | 11 stycznia 1986(dts)     | Albany, Nowy Jork             | |
| 15  | Wygrana   | 15-0     | Mark Young        | TKO             | 27 grudnia 1985(dts)      | Latham, Kansas                | |
| 14  | Wygrana   | 14-0     | Sammy Scaff       | TKO             | 6 grudnia 1985(dts)       | Nowy Jork, Nowy Jork          | |
| 13  | Wygrana   | 13-0     | Conroy Nelson     | TKO             | 22 listopada 1985(dts)    | Latham, Kansas                | |
| 12  | Wygrana   | 12-0     | Eddie Richardson  | KO              | 13 listopada 1985(dts)    | Houston, Teksas               | |
| 11  | Wygrana   | 11-0     | Sterling Benjamin | TKO             | 1 listopada 1985(dts)     | Latham, Kansas                | |
| 10  | Wygrana   | 10-0     | Robert Colay      | KO              | 25 października 1985(dts) | Atlantic City, New Jersey     | |
| 9   | Wygrana   | 9-0      | Donnie Long       | TKO             | 9 października 1985(dts)  | Atlantic City, New Jersey     | |
| 8   | Wygrana   | 8-0      | Michael Johnson   | KO              | 5 września 1985(dts)      | Atlantic City, New Jersey     | |
| 7   | Wygrana   | 7-0      | Lorenzo Canady    | KO              | 15 sierpnia 1985(dts)     | Atlantic City, New Jersey     | |
| 6   | Wygrana   | 6-0      | Larry Sims        | KO              | 19 lipca 1985(dts)        | Poughkeepsie, Nowy Jork       | |
| 5   | Wygrana   | 5-0      | John Alderson     | TKO             | 11 lipca 1985(dts)        | Atlantic City, New Jersey     | |
| 4   | Wygrana   | 4-0      | Ricardo Spain     | TKO             | 20 czerwca 1985(dts)      | Atlantic City, New Jersey     | |
| 3   | Wygrana   | 3-0      | Don Halpin        | KO              | 23 maja 1985(dts)         | Albany, Nowy Jork             | |
| 2   | Wygrana   | 2-0      | Trent Singleton   | TKO             | 10 kwietnia 1985(dts)     | Albany, Nowy Jork             | |
| 1   | Wygrana   | 1-0      | Hector Mercedes   | TKO             | 6 marca 1985(dts)         | Albany, Nowy Jork             | |

### Walki amatorskie
| Lp. | Wynik     | Bilans | Przeciwnik       | Rozstrzygnięcie | Data                      | Miejsce                  |
| --- | --------- | ------ | ---------------- | --------------- | ------------------------- | ------------------------ |
| 18  | Wygrana   | 15-3   | Hakan Brock      | UD              | 21 października 1984(dts) | Tampere, Finlandia       |
| 17  | Wygrana   | 14-3   | Istvan Szikora   | SD              | 20 października 1984(dts) | Tampere, Finlandia       |
| 16  | Wygrana   | 13-3   | Pekka Viippo     | WO              | 19 października 1984(dts) | Tampere, Finlandia       |
| 15  | Wygrana   | 12-3   | Kelton Brown     | RSC             | 23 sierpnia 1984(dts)     | Lake Placid, Nowy Jork   |
| 14  | Wygrana   | 11-3   | Winston Bentt    | RSC             | 18 sierpnia 1984(dts)     | Syracuse, Nowy Jork      |
| 13  | Przegrana | 10-3   | Henry Tillman    | SD              | 6 lipca 1984(dts)         | Las Vegas, Kalifornia    |
| 12  | Przegrana | 10-2   | Henry Tillman    | UD              | 10 czerwca 1984(dts)      | Fort Worth, Teksas       |
| 11  | Wygrana   | 10-1   | Henry Milligan   | KO              | 9 czerwca 1984(dts)       | Fort Worth, Teksas       |
| 10  | Wygrana   | 9-1    | Avery Rawls      | MD              | 8 czerwca 1984(dts)       | Fort Worth, Teksas       |
| 9   | Wygrana   | 8-1    | Jonathan Littles | RSC             | 21 kwietnia 1984(dts)     | Saint Louis, Missouri    |
| 8   | Wygrana   | 7-1    | Richard Johnson  | RSC             | 20 kwietnia 1984(dts)     | Saint Louis, Missouri    |
| 7   | Wygrana   | 6-1    | Johnny Williams  | PTS             | 19 kwietnia 1984(dts)     | Saint Louis, Missouri    |
| 6   | Wygrana   | 5-1    | Peter Geier      | RTD             | 16 września 1983(dts)     | Lake Placid, Nowy Jork   |
| 5   | Przegrana | 4-1    | Craig Payne      | PTS             | 26 marca 1983(dts)        | Albuquerque, Nowy Meksyk |
| 4   | Wygrana   | 4-0    | Warren Thompson  | PTS             | 25 marca 1983(dts)        | Albuquerque, Nowy Meksyk |
| 3   | Wygrana   | 3-0    | Mike Bardwell    | RSC             | 24 marca 1983(dts)        | Albuquerque, Nowy Meksyk |
| 2   | Wygrana   | 2-0    | Andrew Stokes    | RSC             | 23 marca 1983(dts)        | Albuquerque, Nowy Meksyk |
| 1   | Wygrana   | 1-0    | Ronald Williams  | RSCO            | 22 marca 1983(dts)        | Albuquerque, Nowy Meksyk |

### Walki pokazowe
| Lp. | Wynik | Bilans | Przeciwnik    | Rozstrzygnięcie | Data                      | Miejsce                 | Uwagi                                                  | Przypis |
| --- | ----- | ------ | ------------- | --------------- | ------------------------- | ----------------------- | ------------------------------------------------------ | ------- |
| 2   | Remis | 0-0-1  | Roy Jones Jr. | SD              | 28 listopada 2020(dts)    | Los Angeles, Kalifornia | Walka zorganizowana przez WBC                          | [ 30 ]  |
| 1   | –     | –      | Corey Sanders | –               | 20 października 2006(dts) | Youngstown, Ohio        | Sparring promujący serię walk pokazowych Mike’a Tysona | [ 71 ]  |

## Mistrzostwa i osiągnięcia
- Igrzyska olimpijskie juniorów
  - 1981 – Złoto 
  - 1982 – Złoto [14]
- Mistrzostwa

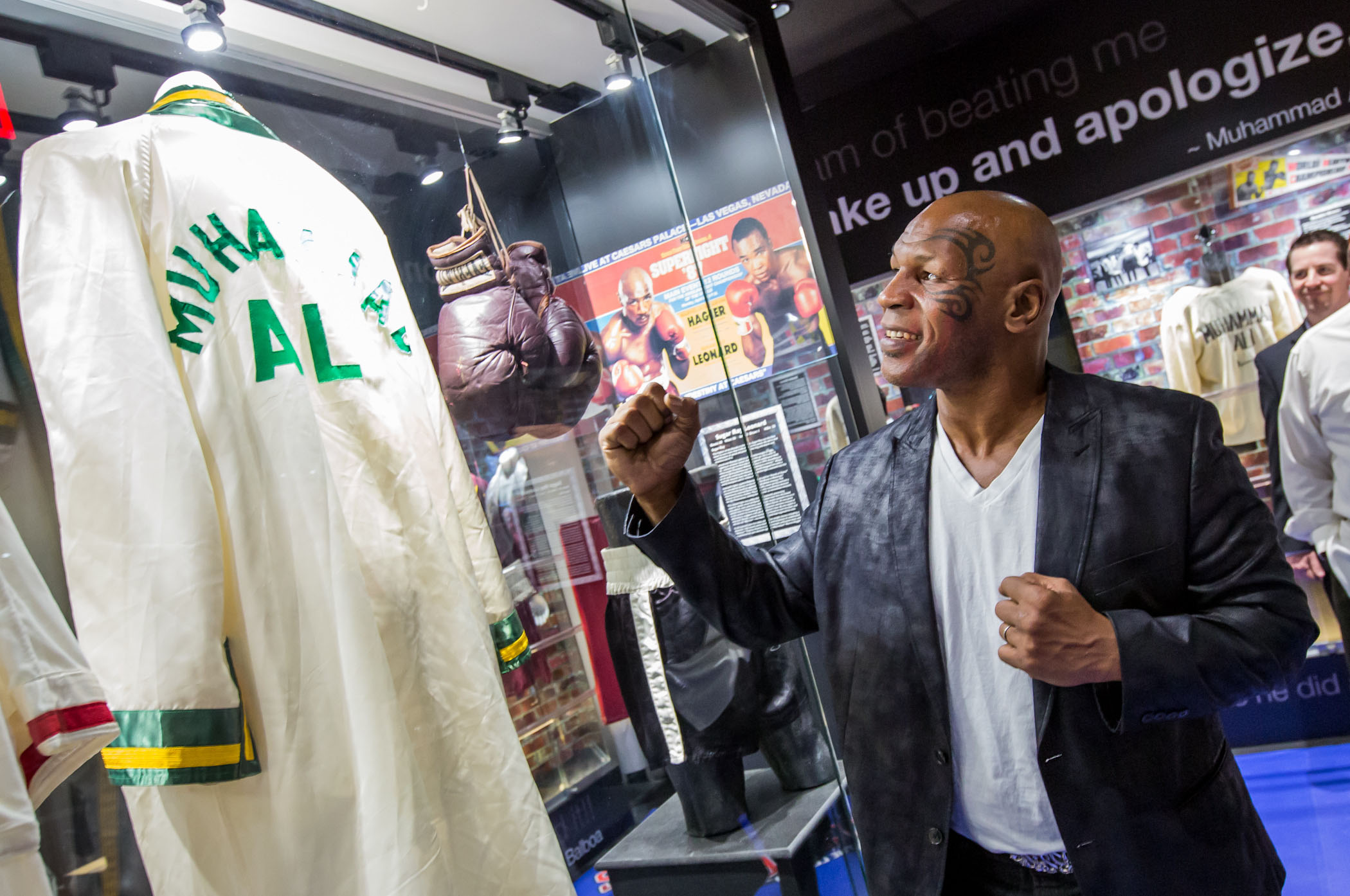
Mike Tyson podziwiający szatę swojego idola Muhammada Alego w galerii International Boxing Hall of Fame

  - US national Golden Gloves heavyweight championship (1984)[15]
  - Mistrzostwo świata wagi ciężkiej IBF (1 raz)
  - Mistrzostwo świata wagi ciężkiej WBA (2 razy)
  - Mistrzostwo świata wagi ciężkiej WBC (2 razy)
  - Niekwestionowany mistrz wagi ciężkiej (bokser, który posiadał mistrzostwa IBF, WBA i WBC jednocześnie)[65]
- Rekordy
  - Najmłodszy mistrz świata wagi ciężkiej – 20 lat, 4 miesiące i 22 dni[18]
  - Najszybszy nokaut na Igrzyskach Olimpijskich Juniorów – 8 sekund[14]
- Galerie sław
  - International Boxing Hall of Fame (2011)[72]
  - WWE Hall of Fame (2012)[42]
- Nagrody mediów
  - The Ring
    - Bokser roku według – 1986 i 1988[73]
    - Nowicjusz roku – 1985
    - Rozczarowanie roku – 1990 i 1996
    - Walka roku – 1996 (z Evanderem Holyfieldem)[74]

  - BBC
    - BBC Sports Personality World Sport Star of the Year – 1989[75]